# Gare de Lamothe-Montravel
Ne doit pas être confondu avec Gare de Lamothe ou Gare de Lamothe-Landerron.
La gare de Lamothe-Montravel est une gare ferroviaire française de la ligne de Libourne au Buisson, située sur le territoire de la commune de Lamothe-Montravel, dans le département de la Dordogne, en région Nouvelle-Aquitaine.
C'est une halte ferroviaire de la Société nationale des chemins de fer français (SNCF), desservie par des trains TER Nouvelle-Aquitaine.

## Situation ferroviaire
Établie à 20 m d'altitude, la gare de Lamothe-Montravel est située au point kilométrique (PK) 569,574 de la ligne de Libourne au Buisson, entre les gares ouvertes de Castillon et de Vélines.

## Histoire
La recette annuelle de la gare est de 24 175 francs en 1881 et de 23 705 francs en 1882.

## Fréquentation
La fréquentation de la gare est détaillée dans le tableau ci-dessous :
|           | 2015  | 2016  | 2017  | 2018  | 2019  | 2020  | 2021  | 2022  | 2023   |
| --------- | ----- | ----- | ----- | ----- | ----- | ----- | ----- | ----- | ------ |
| Voyageurs | 6 628 | 6 315 | 5 069 | 3 147 | 2 920 | 4 349 | 7 936 | 9 465 | 10 450 |

## Service des voyageurs

### Accueil
Halte SNCF, c'est un point d'arrêt non géré (PANG) à accès libre.

### Desserte
Lamothe-Montravel est desservie par des trains TER Nouvelle-Aquitaine qui effectuent des missions entre les gares de Bordeaux-Saint-Jean et Sarlat ou Bergerac.

### Intermodalité
Le parking des véhicules est possible.

## Galerie de photos

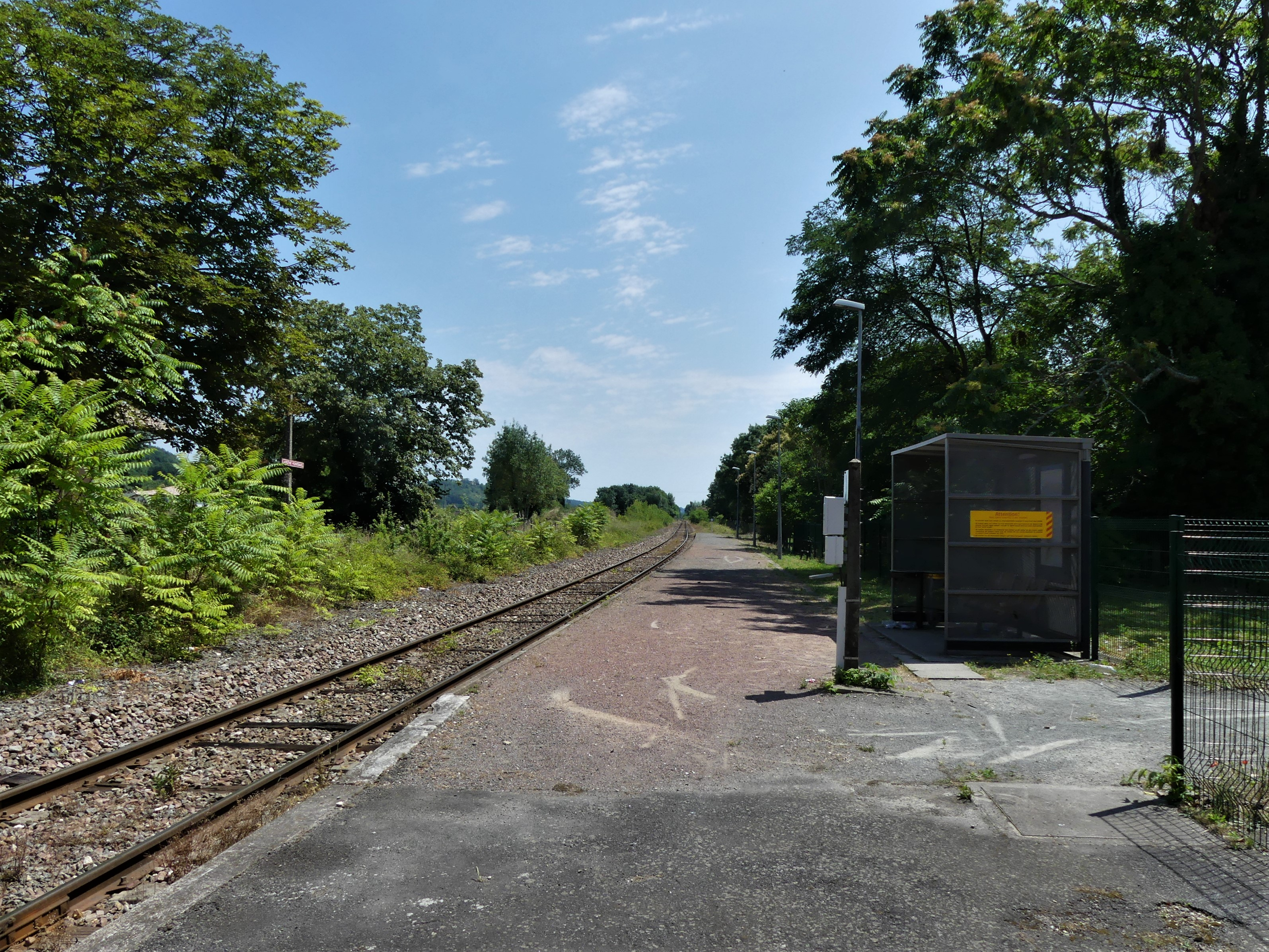
La voie en direction de Bergerac.
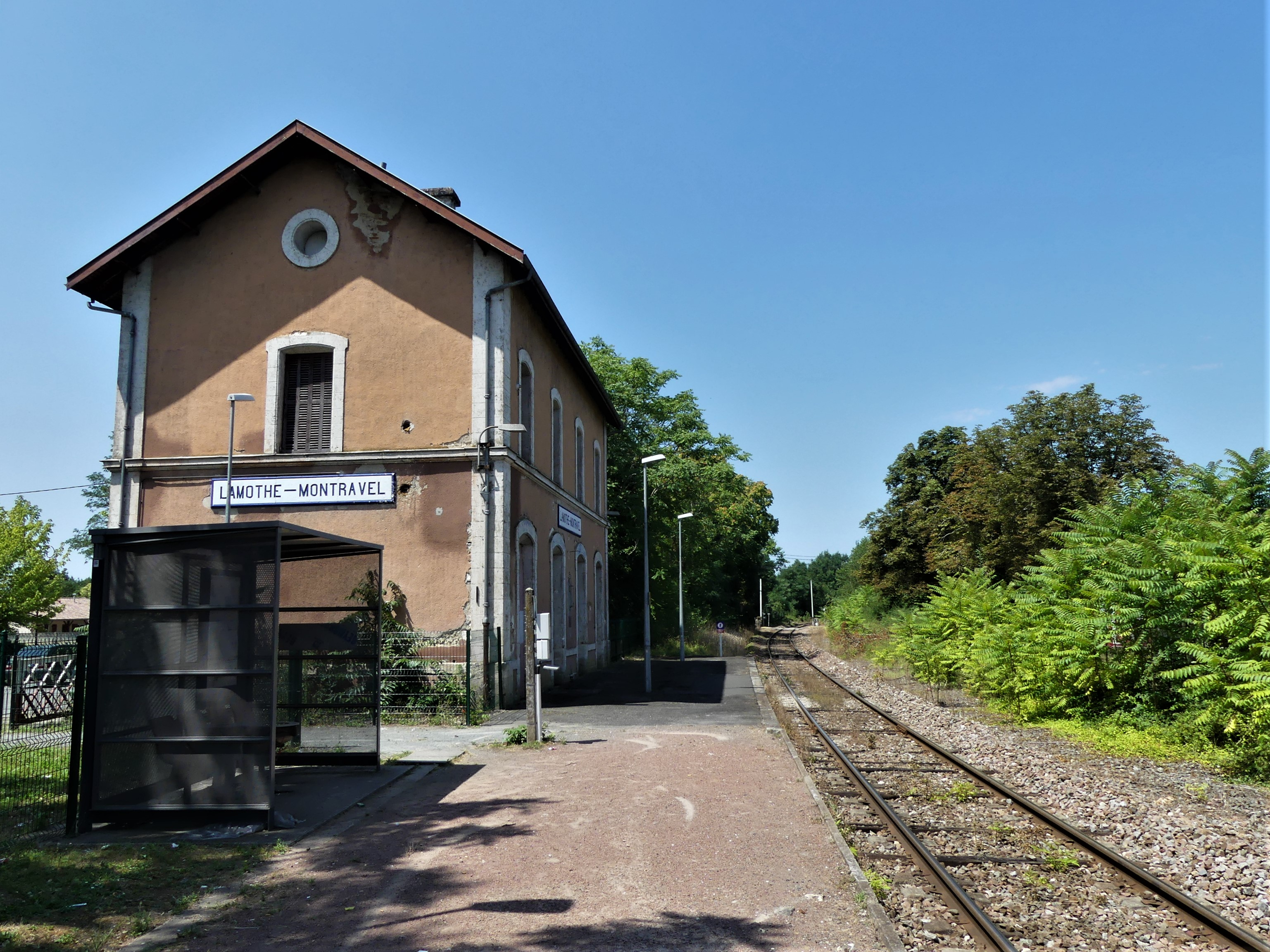
La voie en direction de Libourne.